# 외팔이 여신용
"외팔이 여신용"은 한국에서 제작된 이혁수 감독의 1982년 영화이다. 권일수 등이 주연으로 출연하였고 김용준 등이 제작에 참여하였다.

## 출연

### 주연
- 권일수
- 담도량

## 기타
- 조명: 손달호
- 녹음: 손인호